# Francesco Patrizi
Francesco Patrizi/ Frane Petrić (25. dubna 1529 Cherso – 6. února 1597) byl chorvatský filozof působící v Itálii, žijící v 16. století, který se hlásil k platonismu. Typickým pro něj byl anti-aristotelovský postoj. Snaží se rozvinout systematický výklad fyzikálního univerza v opozici vůči aristotelské tradici. Tato opozice je klíčová a zároveň je i ukotvením, ze kterého vychází. Snaží se vytvořit filosofii, která by byla v souladu s křesťanskou věroukou. Římskokatolická církev však zařadila jeho hlavní spis Nová filozofie vesmíru na Index zakázaných knih. Během svého života se zabýval mnoha dalšími odvětvími jako byla poezie, rétorika, matematika, teorie dějin a překladatelství z řečtiny.

## Život

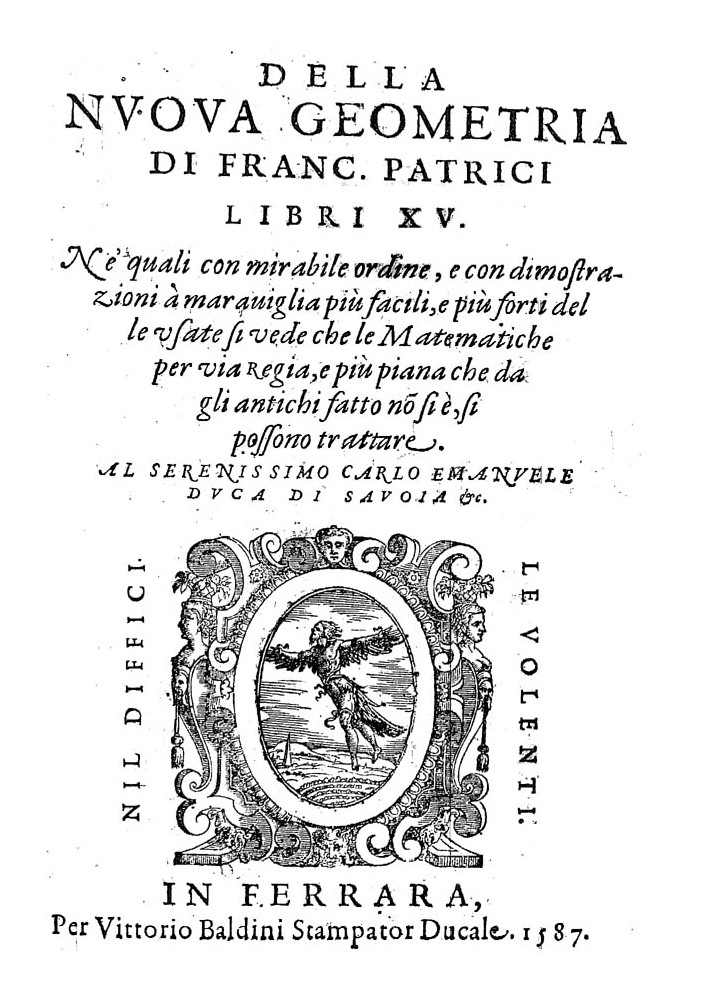
Della nuova geometria, 1587

Patrizi pocházel z prostředí chorvatské šlechty a jeho rodové jméno znělo Petris. Francesco Patrizi/Frane Petrić se narodil ve městě Cres na ostrově Cres v tehdejší Benátské republice nedaleko ostrova Krk (poblíž pobřeží Istrie a Dalmácie) v roce 1529. Počátek jeho studií je spojen s jeho rodným městem, které poté vyměnil za Benátky a Ingolstadt. Roku 1547 se zapsal na univerzitu v Padově. Začal studovat medicínu, ale velmi rychle se jeho zájem obrátil na humanitním oborům. Začal se učit Řecky a s tím je spojeno jeho systematičtější zkoumání filozofických textů. Jednalo se o klíčový zlom v jeho životě. Na padovské univerzitě strávil 7 let. Studoval zde Aristotelskou filozofii jak bylo na tehdejších univerzitách zvykem. Během let 1553 až 1572 bylo vydána většina jeho spisů. V té době sloužil jako sekretář u několika Benátských šlechticů. Později cestoval po Itálii a jeho úřednické povinnosti jej přivedli na Kypr. Zlepšil zde svou znalost Řečtiny, kterou později proslul. V této době získal do svého vlastnictví řecké rukopisy. Následovaly dvě cesty do Španělska, kde prodal hlavní část své sbírky manuskriptů Filipu II. V roce 1578 mu vévoda Alfons II. nabídl jmenování profesora platónské filozofie na univerzitě ve Ferraře. Zde hlavně přednáší o Platónově Ústavě. Toto místo si udržel do roku 1592, kdy mu kardinál Ippolito Aldobrandini nabídl stejnou pozici na univerzitě Sapienza v Římě. Hlavním předmětem jeho přednášek byl Timaios. Zde strávil poslední roky svého života jako jeden z mála učitelů, kteří učili platonismus v 16. století v Itálii. Zemřel v roce 1597. Na sklonku svého života se nejvíce zabýval obranou své kontroverzní práce „Nova de universis philosophia“ před Kongregací pro šíření víry. Zemřel před schválením nové verze jeho díla.

## Spisy

### Latinské
- Artis historiae penus. Octodecim scriptorum tam veterim quam recentiorum monumentis. Basileae, Ex officinia Petri Paterna, 1579.
- Della Historia dieci dialoghi. Venetia: Appresso Andrea Arrivabene. 1560. [Reprinted in Theoretiker humanistischer Geschichtsschreibung. Nachdr. exemplar. Texte aus d. 16 Jh. Kessler, Eckhard, comp. München, Fink, 1971.]
- De historia dialogi X. Con Artis historicae penus. Basel. 1579.
- De rerum natura libri ii. priores. Aliter de spacio physico;aliter de spacio mathematico. Ferrara: Victorius Baldinus 1587.
- De spacio physico et mathematico. Ed. Helene Vedrine. Paris: Libr. philosophique J. Vrin, 1996.
- Discussionum Peripateticarum tomi iv, quibus Aristotelicae philosophiae universa Historia atque Dogmata cum Veterum Placitis collata, eleganter et erudite declarantur. Basileae. 1581
- Nova de Universis philosophia. (Ad calcem adiecta sunt Zoroastri oracula cccxx. ex Platonicis collecta, etc. Ferrara. 1591, Venice 1593.
- Apologia ad censuram (Obrana pred cenzurom , u rukopisu). [No details]

### Italské
- L'amorosa filosofia. Firenze, F.Le Monnier, 1963.
- Della historia dieci dialogi. Venice. 1560.
- Della nvova geometria di Franc. Patrici libri XV. Ne' quali con mirabile ordine, e con dimostrazioni à marauiglia più facili, e più forti delle usate si vede che la matematiche per uia regia, e più piana che da gli antichi fatto n? si è, si possono trattare … Ferrara, Vittorio Baldini 1587 [bound in the same vol. Quattro Libri Geometrici di Silvio Belli Vencntino!. Venice. 1595.]
- Della poetica. ed. critica a cura di D. A. Barbali. Bologna, Istituto Nazionale di Studi sul Rinascimento, vol. 1-3 1969-1971.
- Della poetica…la deca disputata. Ferrara. 1586
- Della poetica…la deca istoriale. Ferrara. 1586.
- Della retorica dieci dialoghi… nelli quali si favella dell'arte oratoria con ragioni repugnanti all'opinione, che intorno a quella hebbero gli antichi scrittori. Venetia: Appresso Francesco Senese, 1562.
- Difesa di Francesco Patrizi; dalle cento accuse dategli dal signor Iacopo Mazzoni. [in Discorso intorno all Risposta dal. sig. F. Patricio] Ferrara. 1587
- La Città felice. Venice : Griffio, 1553.[6]

## Teorie dějin, poetika, matematika a překladatelská činnost
Jeho přínos na poli teorie dějin můžeme vidět v díle „Della Historia“ kde se jako jeden z prvních zabývá metodologií a filosofií dějin.) Dalším důležitým počinem Patriziho bylo vydání „Della poetice“, která sestávala ze sedmi spisů, z nichž dva byly vydány a zbylých pět zůstalo v jeho rukopisech. Je psána formou dialogu. Snažil se zde vymanit z aristotelské tradice, která v 16. století v tomto odvětví dominovala. Snažil se o novou koncepci poetiky, která by byla založena na Platónovi. Hlavním bodem kritiky je Aristotelovo pojetí poezie jako napodobování. Patriziho zájem o matematiku můžeme najít v traktátech „Della nuova geometria“, kde píše o geometrii a „De rerum natura libri II“ , který se věnuje matematickému a fyzikálnímu prostoru.
Jeho překladatelská činnost je spojena s díly a jmény jako Filoponův komentář k Metafyzice, Proklovy Základy teologie a Základy Fyziky, Spisy připisované Hermu Trismegistovi a Chaldejská orákula. Dále přeložil Aristotelovu teologii, což je arabský spis založený na Plotínovi.

## Filosofie
Ač je Patrizi určitě originálním autorem, je neodmyslitelné zapomínat na jeho spojení s platónskou tradicí.) Patrizi se snaží prosadit aby se Platónova filozofie učila na univerzitách místo té Aristotelovy, do určité míry se mu to podařilo když na univerzitách ve Ferraře a Říme vyučoval Platóna. Tendenci srovnávat Aristotela a Platóna můžeme nalézt u autorů jako Antioch z Asklépionu, Cicerona, Amonia Sacco a Boëthius. Rozdíl mezi těmito autory a Patrizim spočívá v rozdílném přístupu. Předešlá tradice se snaží o harmonizaci těchto velikánů. Patrizimu slouží srovnání jako útok na Aristotela.
V díle „Discussiones peripateticea“ srovnává dílo Aristotela a Platóna a snaží se ukázat že Platón má ve všem pravdu. Dále mu jde o důkaz souladu Platóna s učením katolické církve. Důležité v tomto spisu je zveřejnění Aristotelových zlomků, díky kterým se stává předchůdcem moderního aristotelského bádání. Snažil se sestavit nové pořadí Platónových dialogů.

### Nova de Universis philosophia
Nová filozofie vesmíru je hlavním životním dílem Patriziho. Tento spis je rozdělen na čtyři části: Panaugia, Panarchia, Panpsychia a Pancosmia. Je pravděpodobné, že než byly tyto části vydány v jeden celek, byla vytvořena jako samostatná díla.

#### Panaugia (Všezáře)
Původ tohoto slova můžeme najít u Filóna Alexandrijského. „Panaugia je rozdělena na deset knih a pojednává o fyzikálních a metafyzických vlastnostech světla. Světlo zaujímá střední postavení mezi božskými netělesnými věcmi a tělesnými předměty.“) Rozlišuje lux, což je světlo které vychází ze zdroje a lumen jako světlo rozptýlené.
„Tyto dva aspekty jsou spojeny prostřednictvím paprsků, které vychází ze zdroje a šíří se do okolního světa. Ve fyzikálním světě je světlo zdroj pohybu a života“. Svět, kde je světlo smíšeno s temnotou je konečný a to je náš viditelný svět. Vedle něho existuje svět, kde je světlo čisté, tento svět nazývá empyreum a je nekonečný. „Toto čisté světlo je umístěno mimo nebeský svět ale je tělesné a jeho zdroj spočívá ve světle netělesném. Netělesné světlo náleží božským věcem, jako jsou Duše, intelekty, andělé a Bůh. Poslední zdroj netělesného světla je Bůh sám, z něj vychází rozptýlené světlo lumen, které nejprve můžeme nalézt v jeho synu Ježíši Kristu a pak ve všech netělesných stvořeních. Světlo je netělesné ve svém zdroji a tělesné ve stavu vyzařování.“) Tradice světla je v dějinách filosofie přítomná už od dob Platóna, slunce je obrazem ideje dobra. Plotín používá světlo jako metaforu šíření dobra a bytí. Přes sv. Augustina a Areopagitu se dostává světlo do křesťanského myšlení.)

#### Panarchia (řada všech principů)
Tato část se skládá z dvaadvaceti knih a pojednává o hierarchii bytí novoplatonským způsobem. Nejvyšší je Jedno, které Patrizi ztotožňuje s Bohem. Poté následuje jednota, esence, život, inteligence duše, přirozenost, kvalita, forma a těleso.) V této hierarchii můžeme nalézt inspirace různých myslitelů jako jsou Plotínos (jedno, inteligence duše), Proklos ( jednota esence), Ficino (kvalita). Originální je přidání formy jako samostatné úrovně bytí, která byla pravděpodobně přidána díky Patriziho zálibě v geometrii.
Ve svém díle se spíše zaměřuje na vyšší stupně bytí. Všechny věci jsou v Bohu a taky od něj pocházejí. „Bůh v sobě plodí jednotu, která zahrnuje mnohost a druhou osobu Trojce. Mimo sebe plodí bůh univerzum, které v sobě zahrnuje čiré duchy, duši a tělesa.“) Univerzum je stvořené, na rozdíl od idejí a osob Trojce, které jsou součástí boha a zároveň z něj vycházejí.)

#### Panpsychia (Všeduše)
Skládá se ze 4 knih. Duše je prostředníkem mezi tělesným a duchovním světem. Podrobně zde pojednává o světové duši animus, kterou chápe jako oživující princip, který prostupuje celým tělesným univerzem.)
Individuální duše anima a její vztah k tělu je analogií vztahu světové duše a univerza.)

#### Pancosmia (všekosmos)
Skládá se z 32 knih, pojednává o principech fyzikálního světa, kterými jsou prostor, světlo, teplo a vlhko. Těmito principy nahrazuje čtyři aristotelské elementy.)

##### Prostor
Prostor je prvním principem všech tělesných věcí. Skládá se z konečného prostoru, který je uprostřed, což je místo, kde je tělesný svět. Nazývá se světový prostor. Světový prostor je obklopen prostorem nekonečným. Ten je prázdný. Prostor pojímá jako prázdnou schránku.)
Dále rozlišuje prostor fyzikální a matematický. Matematický je čistý prostor, který neobsahuje žádná tělesa, a jeho minimum je bod. Fyzikální prostor je odvozen od matematického prostoru a obsahuje tělesa.)
Na základě tohoto tvrdí že matematika a geometrie předchází fyzice, stejně jako čirý prostor předchází tělesům. Prostor je tělesný i netělesný a není možné o něm vypovídat v kategoriích.)

##### Světlo, teplo a vlhko
Světlo je první věc, která vyplňuje prostor, od něj je odvozeno teplo, které pojímá jako aktivní princip a formu. Vlhko považuje za princip materiální a pasivní. „Je schopné nabývat různých stupňů hustoty a je zodpovědná za rezistenci, která odlišuje fyzikální tělesa od těch geometrických.“)
V poslední části Pancosmia, pojednává o částech fyzikálního univerza. Skládá se ze tří části empyrea, éterového světa a světa elementů. „Empyreus ztotožňuje s nekonečným prostorem, který obklopuje nebeský svět a je vyplněn pouze světlem.“)
Éterový svět vyplňují hvězdy až po Měsíc a pojímá ho jako konečný. Hvězdy se v tomto světě pohybují volně v éteru. Zavrhuje pevné pojetí sfér. Tento výklad se podobá výkladu Tycha Braha. Ve středu tohoto světa je Země, která se točí kolem své osy.

## Pojetí duše a duší
Francesco Patrizi nevěnuje tomuto problému samostatný spis. Pravděpodobně se měl tomuto tématu věnovat v díle „De humana philosophia“, které měl v plánu sepsat po svém nejvýznamnějším díle „Nova de universis philosophia“. Hlavním tématem měla být cesta člověka k Bohu a je pravděpodobné, že by se tohoto tématu dotknul. Dále taky ve třetí části „Nova de universis philosophia“ v Panpsychia předjímá, že se vlastnostem duše bude věnovat v samostatném díle. Protože dílo „De humana philosophia“ nebylo nikdy sepsáno nebo se nedochovalo, musíme rekonstruovat jeho koncept z existujících spisů a to hlavně z „Nova de universis philosophia“ a „Discussiones peripateticae“.

### Discussiones peripateticae
Nezaujímá zde jasné stanovisko k Aristotelově nauce o duši. Prohlašuje jen, že Aristotelés zanechal rozporuplné a nejednotné myšlenky k tomuto tématu. „Dále zde kritizuje Aristotelovy komentátory, že se jim nepodařilo objasnit podstatu lidského intelektu, zda je božský nebo lidský, jeden nebo zmnožený a jak můžeme hovořit o intelektu vzhledem k nauce o vztahu látky a formy, možnosti a uskutečnění.“)
Podává zde pouhý výčet stanovisek, které odpovídají tradici averroismu a alexandrovské interpretaci.„Kritizuje komplexně Aristotelovy výroky, které o duši mluví jako o formě organického těla a zároveň jako o příčině pohybu.“

### Nova de universis philosophia
Patrizi zde nesmrtelnost duší nedokazuje, ta je pro něj samozřejmá, protože duše jsou netělesné. Důkazem toho je zařazení duší mezi netělesná jsoucna, pro které je typická právě nesmrtelnost. V Panpsychii nejprve terminologicky dělí na anima, která označuje duši lidskou a na animus, která označuje ostatní duše. V Panpsychii se věnuje ostatním duším, které jsou „netělesná tělesná“. Tímto stanovuje pozici ostatních duší mezi tělesnými a netělesnými věcmi. Ostatním duším tedy můžeme přisoudit tělesné vlastnosti. Aby se nějak odlišovaly od věcí tělesných, musí být jinak časové, tedy nesmrtelné.

## Etika
Své etické názory vyjádřil Francesco Patrizi v díle Filozofie lásky. Etika Francesca Patriziho se staví nejen proti populárnímu platonismu, ale i proti ortodoxně katolickým názorům. Přejímá a rozvíjí ideu sebezáchovy jako základu morálky, obsaženou ve filozofii Bernardina Telesia, avšak postupuje mhohem dál směrem k radikálnějšímu naturalismu.

## Básně
Patricius napsal v pozdních 50. letech 16. století dvě oslavné básně. Po předčasné smrti malířky Ireny di Spilimbergo ji také opěvoval ve dvou sonetech.
První z těchto oslavných básní, L’Eridano (tj. Pád), vznikla v době, kdy se filosof neúspěšně snažil získat místo na dvoře vévody z Ferrary, Ercoleho II. d’Este. Básní chtěl panovníkovi předvést své humanistické kvality a zároveň zapůsobit obvyklou dvorskou lichotkou. Patricius dílo věnoval vévodovu bratru, kardinálovi Ippolitovi d’Este. Nechal jej vytisknout v roce 1557 a připojil k němu také výklad o veršové formě pod názvem Sostentamenti del nuovo verso eroico. Stejně jako v jiných oblastech i zde vystupoval jako inovátor: tvrdil, že do italské poezie zavádí nový hrdinský verš, odpovídající hrdinskému obsahu eposu. Šlo o třináctislabičný verš s cézurou po šesté slabice, formu inspirovanou klasickým hexametrem. Ve skutečnosti však tato forma, která pravděpodobně vychází z alexandrínu, nebyla nová – už ve 14. století se běžně používala.

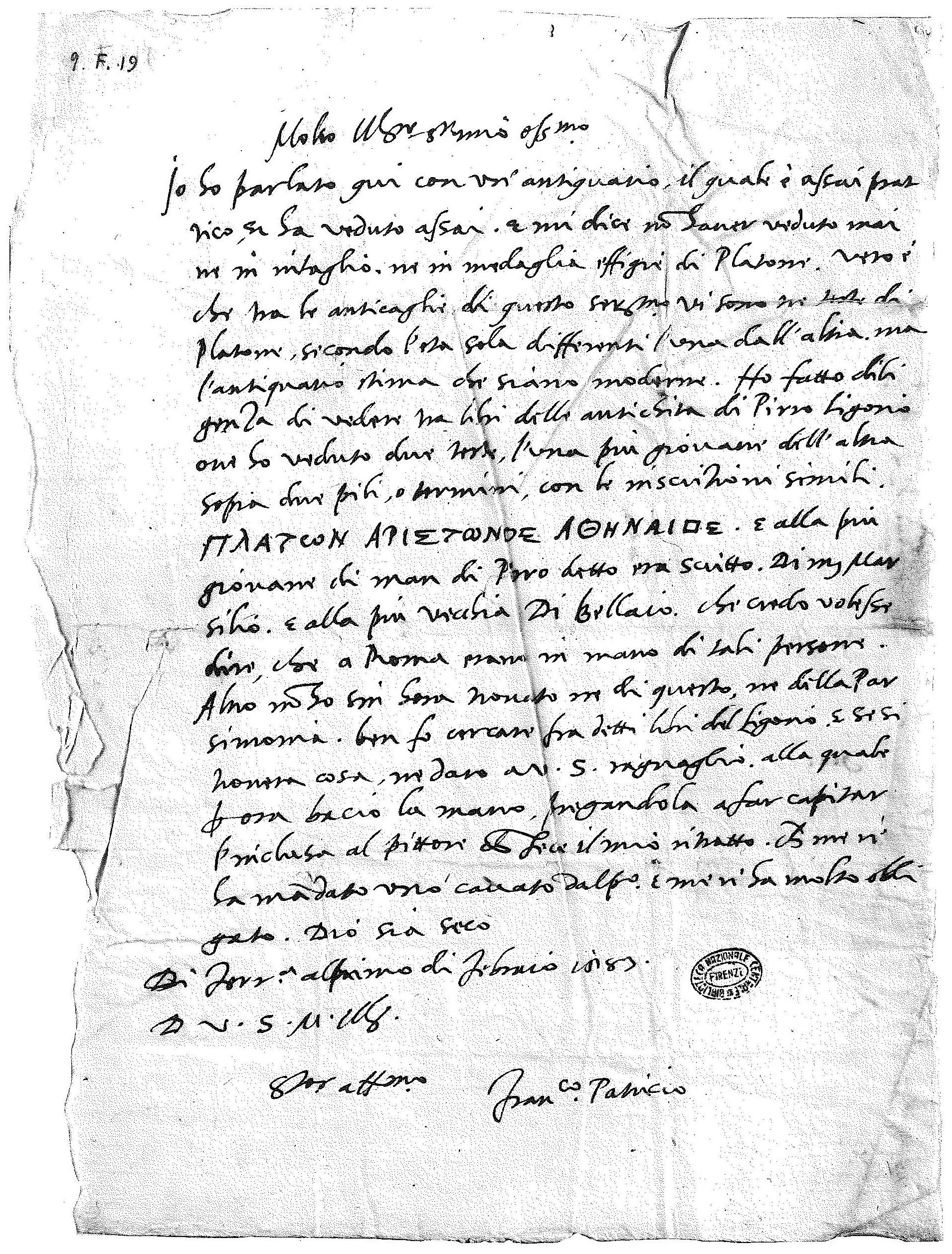
Vlastnoruční dopis Patricia Bacciu Valorimu ze dne 1. února 1583. Florencie, Ústřední národní knihovna, Filze Rinuccini 19, fol. 9r.

Druhá oslavná báseň, Badoaro, vznikla v roce 1558 a je rovněž psaná v „novém“ hrdinském verši. Patricius v ní opěvuje benátského humanistu, politika a diplomata Federica Badoera. Text, který byl dlouho považován za ztracený, byl poprvé vydán až v roce 1981.

## Místo v dějinách filosofie
Obhájci scholastické ortodoxie přívítali pantheistickou přírodní filozofii Francesca Patriziho nepřátelsky. Nová filozofie vesmíru byla odsouzena inkvizicí a zanesena do Indexu zakázaných knih. Její zákaz se časově shodoval s procesem proti Giordanu Brunovi a se zákazem knih Bernardina Telesia. Patriziho filozofické názory se rozvíjely stejným směrem jako názory jeho mladšiho a radikálnějšího současníka Giordana Bruna a působili rovněž na mladého Tommasa Campanellu.